# Torneio de Roland Garros de 1984
O Torneio de Roland Garros de 1984 foi um torneio de tênis disputado nas quadras de saibro do Stade Roland Garros, em Paris, na França, entre 28 de maio e 10 de junho. Corresponde à 17ª edição da era aberta e à 83ª de todos os tempos.

## Finais

### Profissional
| Categoria | Evento    | Campeã(s)(o/ões)                | Vice-campeã(s)(o/ões)                | Resultado               | Chave(s)  | Chave(s)       |
| --------- | --------- | ------------------------------- | ------------------------------------ | ----------------------- | --------- | -------------- |
| Simples   | Masculino | Ivan Lendl                      | John McEnroe                         | 3–6, 2–6, 6–4, 7–5, 7–5 | principal | qualificatório |
| Simples   | Feminino  | Martina Navrátilová             | Chris Evert                          | 6–3, 6–1                | principal | qualificatório |
| Duplas    | Masculino | Henri Leconte Yannick Noah      | Pavel Složil Tomáš Šmíd              | 6–4, 2–6, 3–6, 6–3, 6–2 | principal | principal      |
| Duplas    | Feminino  | Martina Navrátilová Pam Shriver | Claudia Kohde-Kilsch Hana Mandliková | 5–7, 6–3, 6–2           | principal | principal      |
| Duplas    | Misto     | Anne Smith Dick Stockton        | Anne Minter Laurie Warder            | 6–2, 6–4                | principal | principal      |

### Juvenil
| Categoria | Evento    | Campeã(s)(o/ões)               | Vice-campeã(s)(o/ões) | Resultado     | Chave(s)  | Chave(s)       |
| --------- | --------- | ------------------------------ | --------------------- | ------------- | --------- | -------------- |
| Simples   | Masculino | Kent Carlsson                  | Mark Kratzmann        | 6–3, 6–3      | principal | qualificatório |
| Simples   | Feminino  | Gabriela Sabatini              | Katerina Maleeva      | 6–3, 5–7, 6–3 | principal | qualificatório |
| Duplas    | Masculino | Luke Jensen Patrick McEnroe    |                       |               | principal | principal      |
| Duplas    | Feminino  | Digna Ketelaar Simone Schilder |                       |               | principal | principal      |